# Trujillanos Fútbol Club
El Trujillanos Fútbol Club és un club de futbol veneçolà de la ciutat de Valera.
Juga a l'estadi José Alberto Pérez.|

## Palmarès
- Lliga veneçolana de futbol:[4]
  - Apertura 2014

- Copa veneçolana de futbol:[5]
  - 1992, 2010

- Segona divisió de futbol
  - 1988-89